# Tall Birāk
Tall Birāk (arabiska: تل براك) är en fornlämning i Syrien.   Den ligger i provinsen al-Hasakah, i den nordöstra delen av landet, 600 kilometer nordost om huvudstaden Damaskus. Tall Birāk ligger 337 meter över havet.
Terrängen runt Tall Birāk är mycket platt. Runt Tall Birāk är det ganska tätbefolkat, med 179 invånare per kvadratkilometer.. 
Trakten runt Tall Birāk består till största delen av jordbruksmark.